# Dean Smith (trener koszykarski)
Dean Edwards Smith (ur. 28 lutego 1931, zm. 7 lutego 2015) – amerykański trener zespołów akademickich, członek Basketball Hall of Fame, złoty medalista igrzysk olimpijskich w Montrealu, wieloletni trener uczelnianej drużyny North Carolina Tar Heels.

## Życiorys
Dean Smith studiował na University of Kansas, gdzie w latach 1949–1953 grał w drużynie uczelnianej Kansas Jayhawks. W 1952 sięgnął z zespołem po mistrzostwo NCAA. Po ukończeniu studiów pełnił funkcję asystenta trenera Jayhawks, a następnie służył w U.S. Air Force w stopniu porucznika. Podczas służby wojskowej był asystentem trenera zespołu Air Force Falcons. 
W 1958 został asystentem Franka McGuire’a, który prowadził drużynę North Carolina Tar Heels, a w lecie 1961 został pierwszym trenerem tego zespołu, zdobywając swoje pierwsze mistrzostwo Atlantic Coast Conference sześć lat później. W 1976 na igrzyskach olimpijskich w Montrealu poprowadził reprezentację Stanów Zjednoczonych do zwycięstwa w turnieju.
29 marca 1982 Smith zdobył swój pierwszy tytuł mistrzowski NCAA, prowadząc Tar Heels do zwycięstwa w finale Final Four nad Georgetown Hoyas. W składzie drużyny z Karoliny Północnej byli tacy zawodnicy jak Michael Jordan, James Worthy i Sam Perkins. Było to drugie w historii uczelni i pierwsze od 25 lat mistrzostwo NCAA. Swój drugi triumf w rozgrywkach akademickich Smith odniósł w 1993 roku. 
W 1981 został uhonorowany członkostwem w North Carolina Sports Hall of Fame, zaś dwa lata później w Basketball Hall of Fame.

## Odznaczenia i wyróżnienia
- Prezydencki Medal Wolności (2013)[5]